# La bombilla... ¡chao, chiquilla!
La bombilla... ¡chao, chiquilla! es una historieta de la serie de Mortadelo y Filemón creada en el año 2012 por el historietista español Francisco Ibáñez.

## Trayectoria editorial
Publicada en formato álbum en el número 149 de Magos del Humor en 2012.

## Argumento
El Profesor Bacterio ha ideado una bombilla cuyos efluvios tenían que dar claridad de pensamiento a quien estuviera cerca, pero en vez de eso provoca que todo el que está afectado por ellas haga las cosas al revés (los agentes se disparan a sí mismos en lugar de a la diana, los ratones se hacen amigos de los gatos, etc.). Mortadelo y Filemón deben identificar a los contaminados por el invento del Bacterio para evitar que se propaguen los efectos.

## Inspiración
La historieta se inspira en la desaparición de las bombillas tradicionales por las de bajo consumo.